# Solanum ellipticum
Solanum ellipticum är en potatisväxtart som beskrevs av Robert Brown. Solanum ellipticum ingår i släktet skattor som ingår i familjen potatisväxter. Inga underarter finns listade i Catalogue of Life.